# Contea di Johnson (Iowa)
La contea di Johnson (in inglese Johnson County) è una contea dello Stato dell'Iowa, negli Stati Uniti. La popolazione al censimento del 2000 era di 111 006 abitanti. Il capoluogo di contea è Iowa City.

## Comunità
Città
- Coralville
- Hills
- Iowa City
- Lone Tree
- North Liberty
- Oxford
- Shueyville
- Solon
- Swisher
- Tiffin
- University Heights

Unincorporated community
- Amish
- Elmira
- Cosgrove
- Frytown
- Morse
- Oasis
- River Junction
- Sharon Center
- Sutliff
- Windham

 Città fantasma 
- Midway

Township
- Big Grove Township
- Cedar Township
- Clear Creek Township
- East Lucas Township
- Fremont Township
- Graham Township
- Hardin Township
- Jefferson Township
- Liberty Township
- Lincoln Township
- Madison Township
- Monroe Township
- Newport Township
- Oxford Township
- Penn Township
- Pleasant Valley Township
- Scott Township
- Sharon Township
- Union Township
- Washington Township